# Dispatched
Dispatched är ett svenskt death metal-band som startades av Daniel Lundberg år 1991.

## Medlemmar
Senaste medlemmar
- Daniel Lundberg	 – sologitarr, keyboard, bakgrundssång (1991–1995, 1996–2002, 2004–?)
- Fredrik "Mussla" Karlsson – basgitarr, keyboard, sång (1996–2002, 2004–?)
- Dennis "Denna" Nilsson – trummor (1997–2002, 2004–?)
- Emil Larsson – rytmgitarr (1998–2002, 2004–?)

Tidigare medlemmar
- Krister Andersson – sång (1991–1995, 1996)
- Jonas Kimbrell – basgitarr (1992–1994)
- Emanuel Åström – trummor (1992–1994)
- Fredrik Larsson – trummor (1992), basgitarr (1995, 1996–2000)
- Ulrika Forsberg — gitarr (1993)
- Mattias "Tarzan" Hellman – trummor (1996–1997), basgitarr (2000–2004)
- Dennis Hultin – gitarr (1997)

Turnerande medlemmar
- Peter Furå – basgitarr

## Diskografi
Demo
- Dispatched into External (1992)
- Promo 1993 (1993)
- Promo 2 (1993)
- Act of Resurrection (1993)
- Promo 1999 (1999)
- Terrorizer Demo (2001)

Studioalbum
- Blackshadows (1996)
- Motherwar (2000)
- Terrorizer (The Last Chapter...) (2004)

EP
- Awaiting the End (1995)
- Blackshadows (1996)
- Returned to Your Mind (1997)
- Promised Land (1998)

Singlar
- "Motherwar" (2000)

Samlingsalbum
- Blackshadows (Dispatched to Hell - Part I) (2014)
- Blackshadows (Dispatched to Hell - Part II) (2014)